# Гарибян, Арарат Саакович
Арарат Саакович Гарибян (арм. Արարատ Սահակի Ղարիբյան; 1899—1977) — советский и армянский филолог, доктор филологических наук, профессор, действительный член АН Армянской ССР (1960; член-корреспондент с 1947). Лауреат Государственной премии Армянской ССР (1972). Заслуженный деятель науки Армянской ССР (1954).

## Биография
Родился 27 января 1899 в селе Даргалу Эриванской губернии Российской империи (с 1957 года - Айгезард).
С 1922 по 1927 год обучался на филологическом факультете Ереванского государственного университета. С 1927 по 1929 год обучался в аспирантуре этого университета.
С 1929 по 1948 год на педагогической работе на филологическом факультете Ереванского государственного университета на преподавательских должностях, одновременно преподавал в Ереванском русском педагогическом институте. Одновременно с 1934 по 1937 год преподавал в  Тбилисском педагогическом институте, с 1935 по 1947 год в Бакинском педагогическом институте и с 1936 по 1948 год в Ленинаканском педагогическом институте.
С 1934 по 1960 год на педагогической работе в  Ереванском педагогическом институте в должностях: преподаватель, с 1937 года — доцент, с 1940 года — профессор, с 1934 по 1960 год — заведующий кафедрой армянского языка. С 1943 по 1950 и с 1956 по 1962 год одновременно с педагогической занимался и научной работой в качестве директора  Института языка АН Армянской ССР. Одновременно с 1955 по 1967 являлся  председателем Объединенного учёного совета по присуждению ученых степеней по языкознанию, литературоведению и искусствоведению. С 1964 по 1974 год — заместитель академика-секретаря Отделения общественных наук Академии наук Армянской ССР. С 1962 по 1977 год — директор Фундаментальной библиотеки Академии наук Армянской ССР.

### Научно-педагогическая деятельность и вклад в науку
Основная научно-педагогическая деятельность А. С. Гарибяна была связана с вопросами в области филологии, диалектологии и лексикографии, истории армянского языка, занимался изучением вопросов связанных с методикой преподавания армянского языка и фонетической классификацией армянских диалектов. 
В 1929 году защитил кандидатскую диссертацию, в 1937 году защитил докторскую диссертацию на соискание учёной степени доктор филологических наук. В 1937 году ему было присвоено учёное звание доцент, в 1940 году ему присвоено учёное звание профессор. В 1947 году был избран член-корреспондентом, в 1960 году — действительным членом АН Армянской ССР. А. С. Гарибяном было написано более двухсот научных работ, в том числе монографий и научных статей опубликованы в ведущих научных журналах.
Скончался 1 марта 1977 в Ереване.

## Основные труды
- Грамматика русского языка. Синтаксис: Учебник для старш. классов арм. сред. школы / А. С. Гарибян, Р. Л. Мелкумян, М. А. Каракешишян. - 2-е изд. - Ереван : изд-во и тип. Армгиза, 1948. - 194 с.
- Краткий курс армянского языка / Проф. А. С. Гарибян. - 2-е изд., перераб. - Ереван : Армучпедгиз, 1958. - 359 с.
- Школьный орфографический словарь / А. С. Гарибян, Г. С. Шекян. - 3-е изд., перераб. - Ереван : Луйс, 1981. - 271 с.
- Русско-армянский словарь : В одном томе / А. С. Гарибян. - 3-е изд. - Ереван : Айастан, 1982. - 1435 с.
- Армянский язык : Орфография, словообразование, морфология / Арарат Гарибян. - 7-е изд. - Ереван : Луйс, 1985. - 214 с.
- Армянский язык : Учеб. для 6-7-х кл. одиннадцатилет. неарм. шк. / Арарат Гарибян, Б. О. Саруханян, Р. Е. Пилипосян. - Ереван : Луйс, 1989. - 334 с.  ISBN 5-545-00274-X[5]

## Награды, звания и премии
- Орден Трудового Красного Знамени
- Заслуженный деятель науки Армянской ССР (1954)
- Государственная премия Армянской ССР (1972)[3][4].